# Édouard Damesme
Pour les articles homonymes, voir Damesme.
Édouard Adolphe Déodat Marie Damesme est un militaire français né à Fontainebleau le 23 janvier 1807 et mort à Paris le 29 juillet 1848.

## Biographie
Élève de l'École militaire de Saint-Cyr, il en sort en 1827 pour être placé comme sous-lieutenant, dans le régiment d'Hohenlohe, puis après 1830, dans le 58e de ligne. Il participe comme lieutenant à la campagne de Belgique en 1832. Il passe en 1833 aux bataillons d'infanterie d'Afrique, y devient capitaine, et se distingue dans toutes les campagnes qui décidèrent la soumission de l'Algérie.
Il est nommé chef du 2e bataillon d'infanterie légère d'Afrique en 1840, et reçoit en 1843 une grave blessure dans le bas-ventre, dont il ne s'est jamais complètement remis. Nommé lieutenant-colonel du 11e régiment d'infanterie légère en 1844, il en devient le colonel en 1847.
Le 9 juin 1848, il est nommé général commandant la garde mobile : considéré comme en mission hors cadre, il continue à compter parmi les colonels de son arme.
Deux semaines après sa nomination, il est blessé au cours des Journées de Juin. Le 24 juin, participant aux combats autour du Panthéon, il reçoit - rue de l'Estrapade - un coup de feu qui lui brise la cuisse. Le lendemain, à titre de récompense nationale, le colonel Damesme est nommé général de brigade.
Amputé de la jambe à l'hôpital militaire du Val-de-Grâce, son état fait d'abord l'objet de bruits contradictoires mais s'avère finalement satisfaisant comme le président de l'Assemblée nationale s'en fait lui-même l'écho dans les séances des 1er et 4 juillet. Alors que sa convalescence s'annonce positivement, son état se dégrade brutalement et le général Damesme décède le 29 juillet 1848.

Sa disparition est annoncée à l'Assemblée nationale constituante par le ministre de l'Intérieur, Jules Senard :
« Vous savez, messieurs, combien d'espérance nous avait été permise, et celui qui vous parle, il y a peu de jours encore, était auprès du brave général, le félicitait de sa convalescence, et se réjouissait du moment où il le reverrait à la tête de la garde mobile qu'il avait commandée. Encore une douleur à joindre à toutes celles qui nous ont accablés ; encore un souvenir à joindre à tant de tristes souvenirs. Damesme n'est plus ; ce mot, messieurs, résume toutes nos pensées, tous nos regrets, toutes nos douleurs. »
Ses obsèques ont lieu à l'église du Val-de-Grâce le 1er août suivant et il est inhumé au cimetière du Montparnasse. Il repose aujourd'hui au cimetière de Vaugirard (11e division).
En 1849, le conseil général de Seine-et-Marne ouvre une souscription afin d'élever une statue en l'honneur du général Damesme à Fontainebleau, sa ville natale. La statue est inaugurée le 24 août 1851 sur la place du Palais de Justice en présence notamment du vice-président de la République. Représentant le général au moment où il est blessé à la jambe, elle sera fondue en 1941 durant l'Occupation.
En 1868, la rue du Bel-Air - dans le 13e arrondissement de Paris - est également renommée rue Damesme en son honneur.

## Décorations
Chevalier de la Légion d'honneur (24 avril 1842)

## Source
- « Édouard Damesme », dans Charles Mullié, Biographie des célébrités militaires des armées de terre et de mer de 1789 à 1850, 1852 [détail de l’édition]